# Geada

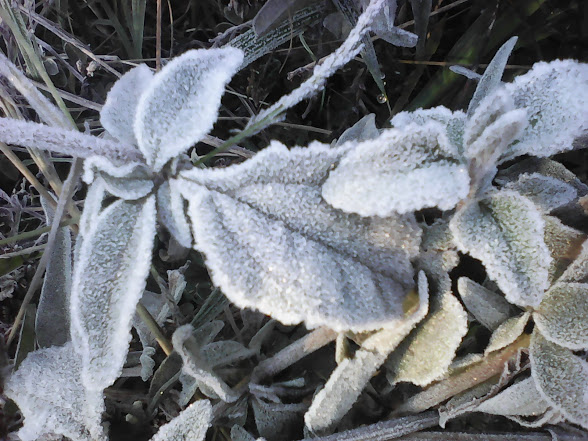
Folhas recobertas com geada.

Geada é a formação de uma camada de cristais de gelo sobre plantas ou sobre outras superfícies, devido à queda de temperatura. A principal causa da formação de geada é a advecção de massa de ar polar.
A geada é produzida quando a superfície terrestre perde muita energia para o espaço devido à ausência de nuvens; devido a isso a camada da atmosfera que está em contato com a superfície e possui alguma umidade, condensa sobre o solo com o gradual arrefecimento ou diminuição da temperatura (ver "Ponto de orvalho") e congela quando a temperatura desce abaixo dos 0 °C.
Também ocorre geada quando a água existente no ar sublima (passa do estado gasoso direto para o estado sólido, sem passar pelo líquido).

## Formação
A formação da geada depende de diversos fatores que levam à formação de cristais de gelo sobre a superfície. Alguns dos critérios que precisam ser atingidos para originar o fenômeno incluem:
- Temperatura do ar: a temperatura precisa ser baixa o suficiente para que o vapor d'água presente no ar se condense e congele.[6]
- Umidade do ar: a presença de umidade atmosférica é essencial para a formação dos cristais de gelo.[6]
- Vento: a ausência de ventos favorece a formação da geada,[4] pois permite que o ar frio se acumule e fique estagnado próximo ao solo.[6]
- Radiação: a perda de calor durante a noite contribui para o resfriamento do ar e do solo.[4]

## Tipos

### Geada branca

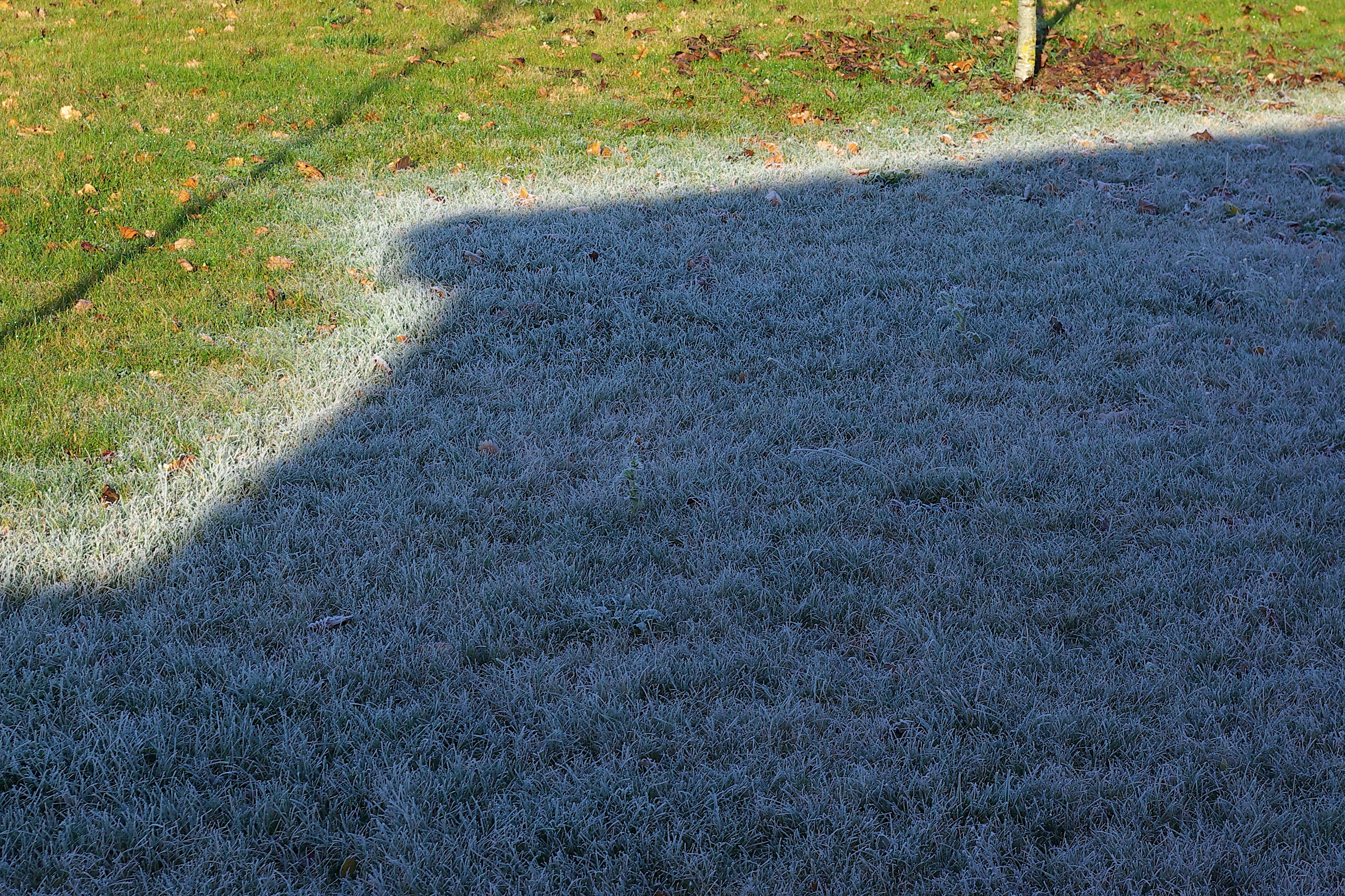
Terreno parcialmente coberto pela geada. Os cristais de gelo que recobriam a vegetação na parte superior da imagem derreteram sob a ação do sol.

A geada branca ou escarcha é um depósito de gelo de aparência cristalina, geralmente com forma de escamas, agulhas, penas ou leques. Este fenômeno ocorre em noites muito frias, com temperatura na relva inferior a 0 °C e temperatura do ar inferior a 5 °C, com céu limpo e umidade relativa do ar elevada, de 100% (com a temperatura ambiente atingindo o ponto de orvalho), formado diretamente por sublimação do vapor d'água.

### Geada negra
A geada negra não é em sentido estrito uma geada (resultante do congelamento do orvalho ou da umidade do ar), mas sim uma condição atmosférica que provoca o congelamento da parte interna da planta (da seiva); devido ao frio intenso, a planta fica escura, queimada e morre. As condições para a formação deste fenómeno ocorrem quando o ar é extremamente frio e também extremamente seco e o vento tem uma intensidade de moderada a forte.

#### Ocorrências no Brasil
A Geada Negra de 1975 foi um fenômeno climático que ocorreu no Norte Pioneiro do estado brasileiro do Paraná na madrugada de 18 de julho daquele ano. As consequências para a economia do estado foram devastadoras, pois dizimou a principal riqueza da região: a produção cafeeira.
O fenômeno meteorológico da baixa temperatura cobriu quase todo o território paranaense, inclusive a capital, Curitiba, fato conhecido como a nevada de 1975.

## No Brasil

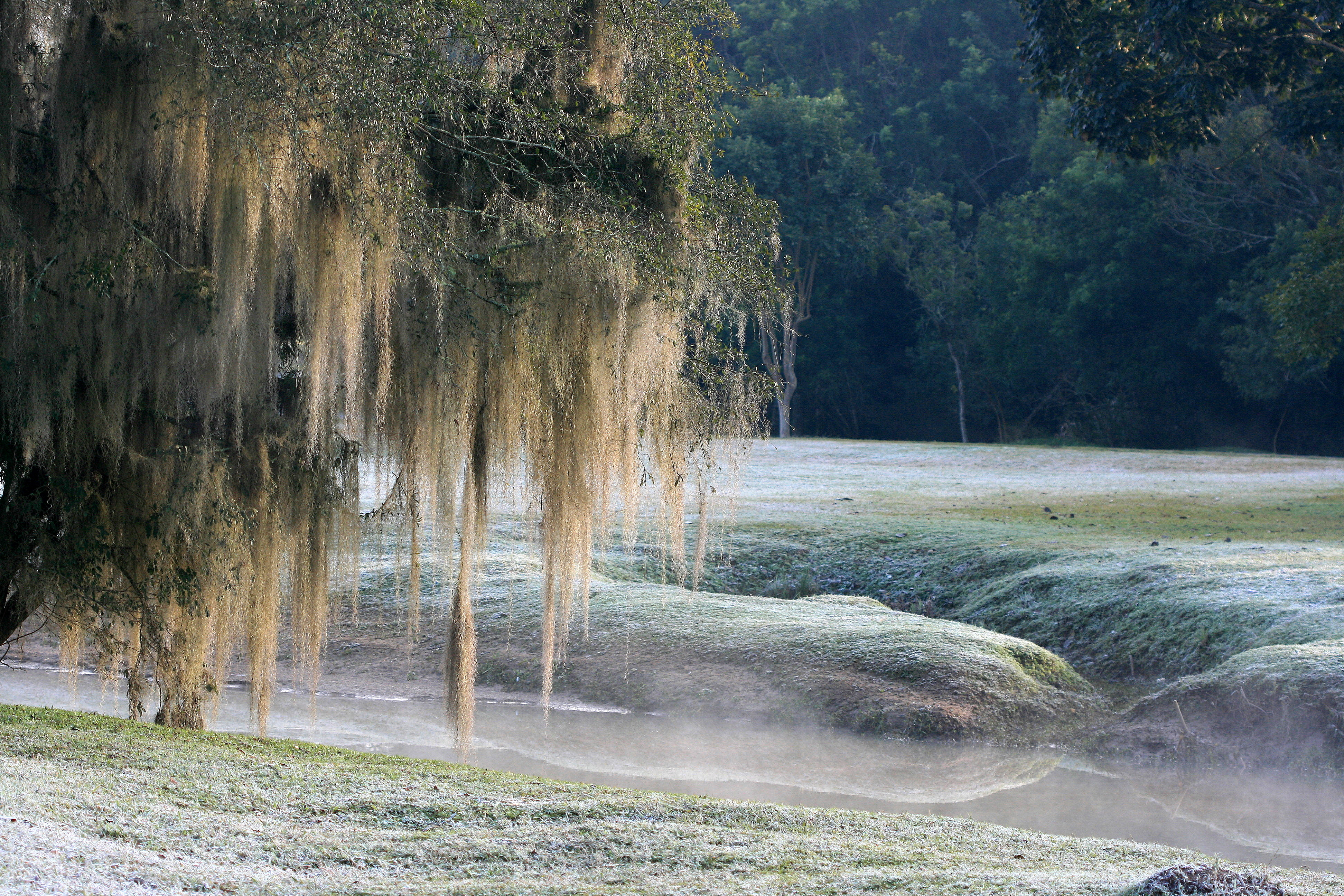
Geada cobrindo um parque de Curitiba.

No Brasil meridional a ocorrência de geadas no inverno é bastante comum nas regiões mais elevadas (media anual superior a 100), diminuindo conforme a altitude e de ocorrência relativamente rara em regiões costeiras, consequentemente — com exceção da Região Sul, em que o fenômeno pode ocorrer, inclusive, nas regiões litorâneas, uma vez que a região apresenta um ímpar clima subtropical. Também é comum a ocorrência de geadas no estado de São Paulo e no Sul de Minas Gerais (geralmente em áreas acima dos 800 metros de altitude). Nos estados do Rio de Janeiro e em Mato Grosso do Sul sobretudo entre os meses de maio e julho; e raramente nas regiões elevadas do extremo sul dos estados de Mato Grosso e Goiás.
As geadas ocorrem frequentemente durante o outono e o inverno, e até mesmo na primavera. Esporadicamente, pode gear também durante o verão nas partes mais elevadas das serras e planalto. Entretanto, a ocorrência desse fenômeno nessa época do ano é quase totalmente restrita a Região Sul do país, devido a seu clima subtropical.
É famosa a grande geada de Julho de 1975. A geada negra, isto é, sem formação de cristais de gelo, foi devastadora para a agricultura no estado de São Paulo, do Norte do Paraná e do sul de Mato Grosso, atual Mato Grosso do Sul. Devastou todos os cafezais principalmente da região de Maringá e Londrina provocando grande recessão econômica no norte do estado, atingindo também os cafezais do Estado de São Paulo.

## Em Portugal

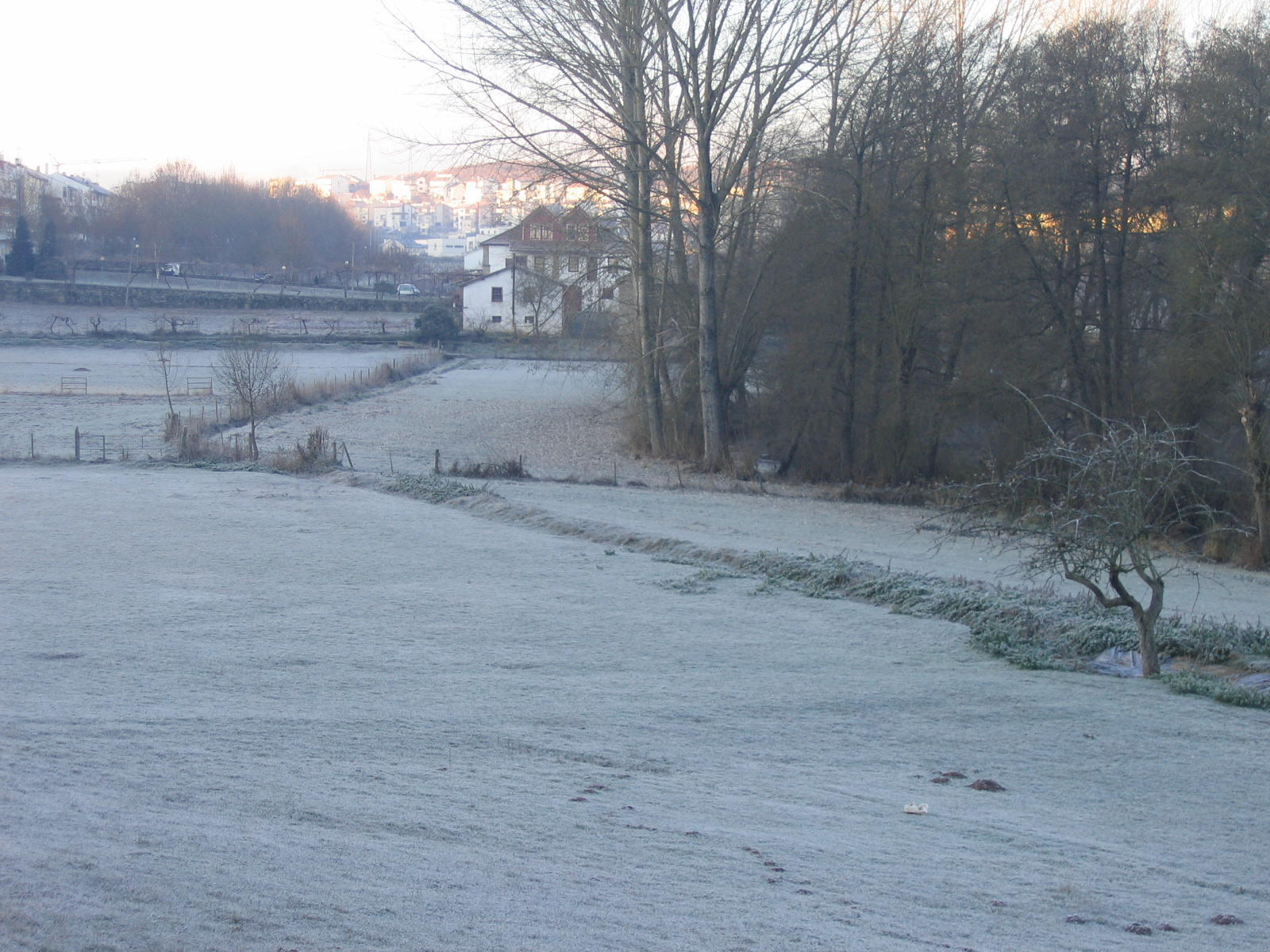
Geada em Bragança, Portugal.

Em Portugal continental o fenómeno da geada atinge a totalidade do território, mas afectando com diferentes intensidades na quantidade e frequência. Em média o número de geadas varia entre menos de dois dias em Sagres - que está sob forte influência marítima - e mais de cem dias nas áreas montanhosas do norte e interior centro. Quanto a localidades povoadas, destacam-se várias na região de Trás-os-Montes tais como Bragança, Chaves, Miranda do Douro ou Carrazeda de Ansiães entre outras, pela intensidade e regularidade com que são afectadas. Contudo, há localidades em Portugal que não são nem no interior nem possuem altitudes elevadas mas têm microclimas que possibilitam ocorrências frequentes de geadas na estação fria e de temperaturas mais baixas que nas áreas circundantes, principalmente as temperaturas mínimas. São localidades tais como Penela, Aljezur, Leiria, entre outras. Nas regiões mais expostas, como por exemplo o nordeste transmontano, a época de geadas inicia-se em outubro e dura até à primeira metade de maio. No litoral em localidades ao nível do mar, as geadas normalmente só acontecem em dezembro, janeiro e fevereiro.